# Aftonbladets jättetermometer

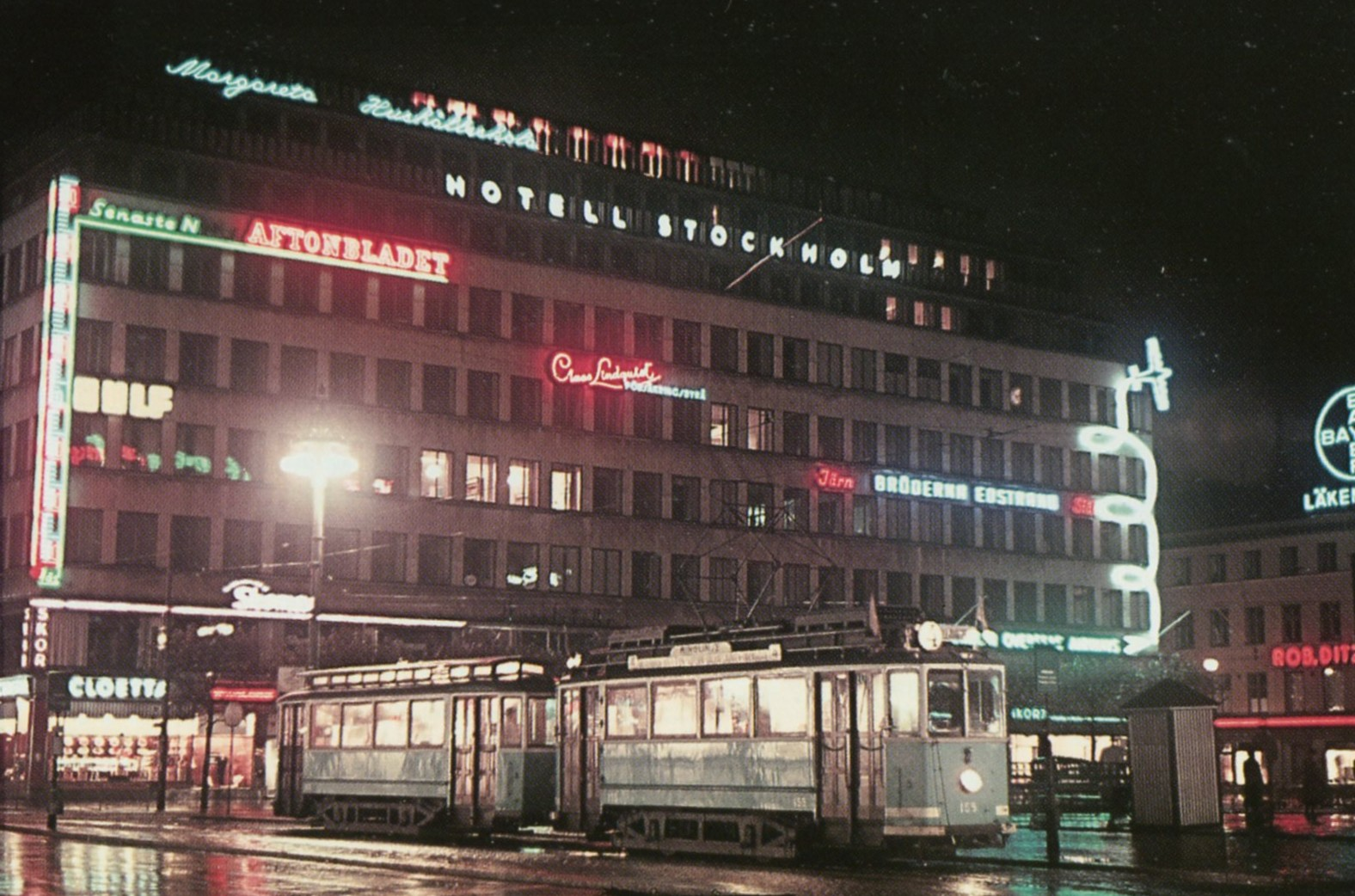
Citypalatsets fasad mot Norrmalmstorg ca 1945 med BEA:s flygplan längst ut till höger och Aftonbladets jättetermometer längst ut till vänster.

Aftonbladets jättetermometer var en rörlig ljusskylt som fanns på Citypalatset vid Norrmalmstorg 1-3 i centrala Stockholm. På Citypalatsets nordöstra hörn fanns ytterligare en neonskylt; BEA:s neonflygplan och på bottenvåningen satt Skoman-skylten.  

## Historik

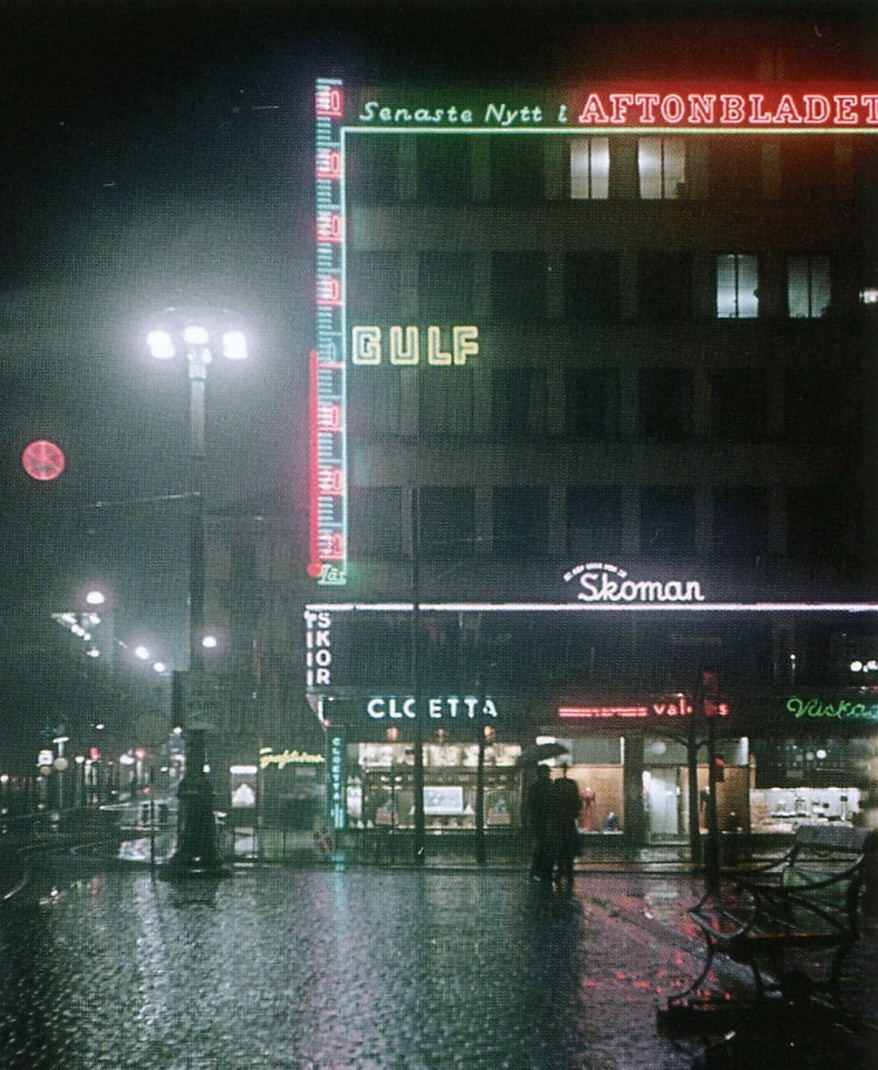
Aftonbladets jättetermometer på 1940-talet visar +2°C.

Citypalatset, som då kallades "Sydbankshuset", uppfördes av Kreuger & Toll Byggnads AB mellan åren 1930 och 1932 efter arkitekt Ivar Tengboms ritningar. Under projekterings- och byggarbetens tidsperiod för huset inföll även Stockholmsutställningen 1930, som inte bara räknas som genombrottet för funktionalismen i Sverige utan även för det stora genombrottet för neonskylten (se Stockholmsutställningens reklammast).
Citypalatsets fasadgestaltning med långa fönsterband och släta putsfält däremellan lämpade sig väl för placering av lysande reklam och huset har skyltläge mot Norrmalmstorg och Hamngatan. I sin strama funkis-arkitektur med ljusskyltar på fönsterbröstningar påminner Citypalatset mycket om en annan av Tengboms byggnader i Stockholms city, Esselte-huset vid Centralplan, byggt 1928–1934. Även där har bröstningsbanden nyttjats för reklamändamål, men de saknar idag (2010) reklam.
En av de mera uppmärksammade skyltarna var Aftonbladets jättetermometer på byggnadens sydöstra hörn (mot Hamngatan), som kom på plats i november 1943. Den byggdes av Roos Neon. Med 60 cm höga siffror, 17 cm mellan graderna och 14 meter total höjd var termometern ett tekniskt underverk för sin tid. I en skyddad bur på husets indragna takbalkong fanns 76 kvicksilvertermometrar med insmälta platinatrådar kopplade till lika många strömbrytare. När gradantalet nådde upp till en viss nivå slöts kretsen och det neonrör tändes som visade motsvarande temperatur med streck och siffror på jättetermometern. Alla rör med lägre temperaturvärde var då också tända så att en "pelare" bildades ner till termometerns botten. Termometerskalan sträckte sig från - 30° C till + 45° C för att täcka in de i Stockholm förekommande temperaturerna. Hela anläggningen bestod av 344 neonrör som drevs av 160 transformatorer.  På bröstningsbandet i höjd med 40-gradersstrecket stod "Senaste nytt från Aftonbladet".
Tre år senare monterades en liknande jättetermometer vid C.H. Ström & Co Herrekipering i Göteborg, Ströms termometer. Den var tre meter högre än den i Stockholm och tillika världens största. Termometern i Göteborg renoverades på 1990-talet och återigen 2010, men försvann år 2021. Aftonbladets jättetermometer var mer kortlivad och togs ner på 1950-talet.